# 羅科托蓬塔山
9°02′17″S 77°41′07″W / 9.03806°S 77.68528°W
羅科托蓬塔山（Rocotopunta），是秘魯的山峰，位於該國北部安卡什大區，由卡拉斯區和雲蓋區負責管轄，屬於布蘭卡山脈的一部分，海拔高度5,400米。